# SS Fredensborg
Fredensborg est une frégate construite à Copenhague en 1753. Elle est initialement baptisée Cron Prindz Christian, en l'honneur du prince héritier, le futur roi Christian VII du Danemark et de Norvège, et est affrétée comme navire négrier.

## Histoire

### En tant queCron Printz Christian
Le navire est construit en 1753 à Copenhague par la Compagnie danoise des Indes occidentales et de Guinée, et est baptisé Cron Prindz Christian, en l'honneur du prince héritier, le futur roi Christian VII du Danemark et de Norvège.
Après une première tentative infructueuse dans le commerce triangulaire, sa zone d'opérations est limitée aux Caraïbes, où le navire navigue comme navire marchand jusqu'en 1756.

### En tant queFredensborg
Le navire est ensuite acheté par une autre société danoise, qui le rebaptise Fredensborg d'après le Fort Fredensborg, l'une des stations commerciales dano-norvégiennes de la Côte-de-l'Or danoise. Ses propriétaires la place sous le commandement du capitaine Espen Kiønigs.
Il quitte Copenhague le 24 juin 1767 et arrive au large des côtes ouest-africaines le 1er octobre. Le navire embarque des esclaves à Fort Christiansborg et Fort Fredensborg, et le navire met les voiles pour les Indes occidentales danoises le 21 avril 1768. il arrive à Sainte-Croix le 9 juillet, où les esclaves sont débarqués. Sur les 265 esclaves transportés, 235 sont débarqués, soit un taux de perte de 11 %. Sur les 40 membres d'équipage, 12 sont morts en cours de route. Au cours de la traversée, Johan Frantzen Ferentz remplace Espen Kiønigs en tant que capitaine. Le Fredensborg prend le chemin du retour le 14 septembre.

### Naufrage
Le 1er décembre 1768, le Fredensborg coule lors d'une tempête au large de l'île de Tromøy, près d'Arendal, en Norvège.
L'épave est découverte en septembre 1974 par trois plongeurs, Leif Svalesen, Tore Svalesen et Odd Keilon Ommundsen. Leif Svalesen travaille ensuite activement à la documentation du navire et de son histoire. Les objets récupérés dans l'épave sont présentés au musée d'Arendal